# Emmanuel FC
Der Emmanuel Futebol Clube ist ein osttimoresischer Fußballverein aus der Stadt Dili. Aktuell spielt der Verein in der ersten Liga, der Liga Futebol Amadora Primeira Divisão.

## Geschichte
Der Verein wurde 2017 gegründet und spielte bis zum Ende der Saison 2019 in der Terceira Divisão, ehe man den Aufstieg in die zweitklassige Segunda Divisão feiern konnte. Die folgenden Spielzeit 2020 wurde dann wegen der Corona-Pandemie vorzeitig abgebrochen, doch schon in der verkürzten Saison 2021 konnte man mit dem 1. Platz in der Gruppe B den Aufstieg in die LFA Primeira Divisão perfekt machen.

## Erfolge
- Osttimoresischer Vizemeister: 2023
- Osttimoresischer Zweitligameister: 2021  ▲